# Pory roku (film 1969)
Pory roku (ros. Времена года, Wriemiena goda) – radziecki lalkowy film animowany z 1969 roku w reżyserii Iwan Iwanowa-Wano i Jurija Norsztejna na podstawie muzyki Piotra Czajkowskiego. Do animacji wykorzystano motyw starych, rosyjskich koronek oraz zrobionych na szydełku lalek.

## Nagrody
- Nagroda Państwowa RFSRR imienia braci Wasiljewów dla reżysera Iwana Iwanow-Wano za filmy "W pewnym królestwie" (1957), "Mańkut" (1964), "Pory roku" (1969).
- 1970: Srebrny Pelikan na III Międzynarodowym Festiwalu filmów animowanych w Mamaia (Rumunia).

## Animator
Jurij Norsztejn